# 米良長門守
米良 長門守（めら ながとのかみ）は、戦国時代の武将。日向伊東氏の家臣。日向国諸県郡須木城主。
須木米良氏は、肥後菊池氏の末裔と言われ、日向伊東氏の怨霊を払う神社の大宮司職を務める家系。
長門守は野首城・三ツ山城・須木城の三城の城主を務めた米良筑後守重方の甥に当たり、永禄10年（1567年）頃に筑後守から須木城を譲られて城主となる。
元亀3年（1572年）の覚頭合戦で、長門守は伊東加賀守、伊東新次郎等を大将とする伊東軍に曽井衆として従軍するも戦死した。